# Biofeedback
A biofeedback (alternatív gyógymód) olyan módszereket jelent, amik élettani működések tudatosítására irányulnak – mindenekelőtt olyan készülékekkel, amik információt szolgáltatnak ezeknek az élettani rendszereknek a működéséről – az akaratlagos befolyásolás képességének megszerzése céljával.
Steele és munkatársai esettanulmányukban  6 olyan beteget vizsgáltak, akik agyuk sérülését követően krónikus diszfágiába kerültek. A betegekkel szűk 3 hónapig tartó tréning során tornát végeztettek, akiknek a nyelvükkel pontos módon erőt kellett kifejteniük, és erről az "Iowa Performance Instrument" segítségével biofeedback-et kaptak. A nyelv nyomóerő tekintetében javulást láttak a kutatók, ám a garati maradékok terén nem.
Pop-Jordanova és munkatársai többek között perifériás biofeedback-et ajánlanak krónikus dialízis alatt álló depressziósoknak.
A végbél-előesés sebészileg sikeresen korrigálható, de a vele járó funkció zavart a műtét nem oldja meg. Park és munkatársai a kutatásuk konklúziójában a műtét és biofeedback kombinációjától remélnek javulást.
A makacs székrekedés javulhat biofeedback kezelésre, bár vannak betegek, akiknek csak a műtét segít.